# Wielki Podleś
Wielki Podleś (dodatkowa nazwa w j. kaszub. Wiôldżi Pòdles) – wieś kaszubska w Polsce, położona w województwie pomorskim, w powiecie kościerskim i gminie Kościerzyna, nad jeziorem Zagnanie (od 2006 r. oficjalne kąpielisko) na północno-wschodnim obrzeżu Wdzydzkiego Parku Krajobrazowego. Siedziba sołectwa o powierzchni 589,96 ha.
We wsi neogotycki kościółek św. Andrzeja Boboli, gimnazjum i szkoła podstawowa. W pobliskim lesie, zwanym Ostrówek, znajdują się groby (nie ustalono historycznego charakteru cmentarza). W pobliżu kaplica z 1991 r.

## Nazwy źródłowe miejscowości
kaszb. Wieldżé Pòdlesé, Wieldżi Pòdles, niem. Gross Podless (do 1904), Poldersee (od 1905)